# Jeux du Canada d'hiver de 1987
Les Jeux du Canada d'hiver de 1987 sont des compétitions de sports d'hiver qui ont opposé les provinces et les territoires du Canada en 1987.
Les Jeux du Canada sont présentés tous les deux ans, en alternance l'hiver et l'été. En 1987, les jeux ont eu lieu dans la région du Cap Breton en Nouvelle-Écosse du 14 février au 28 février 1987.

## Tableau des médailles
| Province                  | Or | Argent | Bronze | Total |
| ------------------------- | -- | ------ | ------ | ----- |
| Alberta                   | 7  | 9      | 19     | 35    |
| Colombie-Britannique      | 15 | 14     | 19     | 48    |
| Manitoba                  | 12 | 9      | 9      | 30    |
| Île du Prince-Édouard     | 0  | 1      | 0      | 1     |
| Nouveau-Brunswick         | 3  | 5      | 9      | 17    |
| Nouvelle-Écosse           | 5  | 2      | 5      | 12    |
| Ontario                   | 20 | 26     | 34     | 80    |
| Québec                    | 47 | 30     | 21     | 98    |
| Terre-Neuve-et-Labrador   | 1  | 5      | 7      | 13    |
| Territoires du Nord-Ouest | 0  | 0      | 0      | 0     |
| Saskatchewan              | 6  | 10     | 13     | 29    |
| Yukon                     | 0  | 2      | 0      | 2     |